# Delhi
För andra betydelser, se Delhi (olika betydelser).
Delhi är en av de största städerna i republiken Indien, och ligger mellan Aravallibergen sydväst om staden och Yamunafloden vid stadens östra gräns, i den norra delen av landet. Den är belägen i unionsterritoriet National Capital Territory of Delhi, och består av den gamla staden Old Delhi samt New Delhi där själva huvudstadsfunktionerna finns. Invånarantalet i centrala Delhi var cirka 11 miljoner vid folkräkningen 2011, medan storstadsområdet beräknades ha cirka 28,5 miljoner invånare år 2018. Detta gör det till Indiens, och ett av världens, folkrikaste storstadsområden.
Delhi är belägen på ett strategiskt ställe för de forna handelsvägarna i norra Indien. De språk som i första hand talas i Delhi är hindi, urdu, punjabi och engelska. 
I Delhiområdet finns en rad historiska minnesmärken och kända platser. Shahjahanabad, den stad som stormogulen Shah Jahan byggde, är det som idag kallas Gamla Delhi. Här finns Röda Fortet även kallat Lal Qila. Delhi var stormogulernas och Indiens huvudstad ända till Brittiska Indiens tillblivelse 1858.
Stadens internationella flygplats är Indira Gandhis internationella flygplats. Delhi är medelklassens stad i Indien och har på senare år fått exklusiva förorter och en ny tunnelbana, The Delhi Metro, som öppnades för trafik på julafton 2002.

## Klimat
Temperaturen i Delhi sträcker sig vanligtvis från 5 till 40 ° C, med de lägsta och högsta temperatur som någonsin uppmätts var -6,7 och 45,3 ° C respektive. Den årliga medeltemperaturen är 25 ° C; månatliga medeltemperaturen varierar från 13 till 32 ° C. Den högsta temperatur som uppmätts i juli var 45 ° C under 1931. The genomsnittliga årliga nederbörden är cirka 714 mm, varav det mesta faller under monsunen i juli och augusti. Den genomsnittliga tidpunkten för tillkomsten av monsunvindar i Delhi är 29 juni.
|                                            | Jan | Feb | Mar | Apr | Maj | Jun | Jul | Aug | Sep | Okt | Nov | Dec |
| ------------------------------------------ | --- | --- | --- | --- | --- | --- | --- | --- | --- | --- | --- | --- |
| Normaldygnets maximitemperaturs medelvärde | 20  | 22  | 28  | 35  | 38  | 38  | 33  | 32  | 33  | 32  | 27  | 21  |
| Normaldygnets minimitemperaturs medelvärde | 8   | 11  | 16  | 22  | 26  | 28  | 27  | 26  | 25  | 20  | 13  | 9   |
|                                            |     |     |     |     |     |     |     |     |     |     |     |     |
| Nederbörd                                  | 22  | 20  | 15  | 10  | 15  | 68  | 199 | 197 | 121 | 18  | 3   | 10  |

| Diagram | temperaturer i °C • månadsnederbörd i mm | temperaturer i °C • månadsnederbörd i mm | temperaturer i °C • månadsnederbörd i mm | temperaturer i °C • månadsnederbörd i mm | temperaturer i °C • månadsnederbörd i mm | temperaturer i °C • månadsnederbörd i mm | temperaturer i °C • månadsnederbörd i mm | temperaturer i °C • månadsnederbörd i mm | temperaturer i °C • månadsnederbörd i mm | temperaturer i °C • månadsnederbörd i mm | temperaturer i °C • månadsnederbörd i mm | temperaturer i °C • månadsnederbörd i mm |
|         | 22 20 8                                  | 20 22 11                                 | 15 28 16                                 | 10 35 22                                 | 15 38 26                                 | 68 38 28                                 | 199 33 27                                | 197 32 26                                | 121 33 25                                | 18 32 20                                 | 3 27 13                                  | 10 21 9                                  |

## Stad och storstadsområde

### Kommun
Delhis kommunala organisation administrerar hela unionsterritoriet förutom New Delhi (som är en egen kommun) och Delhis garnisonsstad (som står under militär administration). Från att tidigare haft en sammanhållen administration som Delhi Municipal Corporation, så har kommunen på senare år delats upp i tre kommuner; East Delhi Municipal Corporation, North Delhi Municipal Corporation och South Delhi Municipal Corporation. Det totala invånarantalet uppgick till 16,4 miljoner invånare vid folkräkningen 2011. De tre kommunerna omfattar centrala Delhi (invånarantal 11,0 miljoner 2011), några urbana folkräkningsområden (så kallade census towns) samt en inte obetydlig del landsbygd som består av en mängd mindre byar. I statistiska sammanhang (till exempel folkräkningar) brukar man skilja på Delhis centralort och övriga samhällen inom kommunen, men de omgivande folkräkningsområdena och byarna styrs de facto från Delhi som har rätten att exempelvis utkräva skatter.

### Storstadsområde
Delhis formella storstadsområde, Delhi Urban Agglomeration, omfattar områden inom kommunen (men exklusive landsbygd samt ett par mindre census towns) samt även New Delhi och den militära garnisonsstaden. Några stora förorter (med invånarantal över 200 000) är Karawal Nagar, Kirari Suleman Nagar och Nangloi Jat. Invånarantalet uppgick till 16 349 831 vid folkräkningen 2011.
I officiell folkräkningsstatistik får inte storstadsområden i Indien tillgodoräkna sig områden över delstats- och territoriegränser. Detta har i Delhis fall gett resultatet att angränsande förorter i de omgivande delstaterna Haryana och Uttar Pradesh inte räknats med, vilket ger en missvisande bild av Delhiområdets verkliga storlek. Faridabad och Ghaziabad är två av dessa förorter som i dag har över 1,5 miljoner invånare vardera. Andra stora förorter är Gurgaon, Noida och Sonipat. FN beräknar invånarantalet i Delhis fulla storstadsområde till cirka 28,5 miljoner invånare år 2018, vilket gör det till Indiens folkrikaste.
Under vintern 2022/23 kunde det meddelas att Delhi passerat 32 000 000 invånare, något som ledde till att staden kunde räknas som Indiens största stad. Delhi anses vara en av de städer som nog kommer gå om Tokyo som världens största stad. Även Jakarta (Indonesien), Kinshasa (Kongo-Kinshasa), Karachi (Pakistan) och Bombay (Indien) räknas till den här listan.

## Berömda platser i Delhiområdet
| - India Gate - Röda Fortet (Lal Qila) - Qutab Minar - Gamla Fortet (Purana Qila) - Gurdwara Bangla Sahib - Connaught Place - Lodhis trädgårdar - Nationalmuseet i Delhi - Gandhi Smriti - Raj Ghat | - Bahá'í Lotustemplet i Delhi - Safdarjangs grav - Humajuns grav - Tughlaqabad Fort - Nehrus planetarium - Internationella dockmuseet - Mogulträdgårdarna - Badhkalsjön - Akshardham |

## Berömda personer från Delhi
- Shabana Azmi, skådespelare
- Puja Bahri, konstnär
- Vikram Chandra, författare

## Sport
Delhi arrangerade Samväldesspelen 2010. Staden arrangerade asiatiska spelen 1951 och 1982. De sökte även att få arrangera spelen 2014, men förlorade till Incheon, Sydkorea.